# Tujia
Cet article concerne la langue tujia. Pour le peuple, voir Tujias.
 (septembre 2023).
Si vous disposez d'ouvrages ou d'articles de référence ou si vous connaissez des sites web de qualité traitant du thème abordé ici, merci de compléter l'article en donnant les références utiles à sa vérifiabilité et en les liant à la section « Notes et références ».
Le tujia (chinois simplifié : 土家语 ; chinois traditionnel : 土家語 ; pinyin : tǔjiāyǔ) est une langue de la famille des langues sino-tibétaines, parlée dans les provinces de Hubei, Hunan, Guizhou et la municipalité de Chongqing. On compte deux dialectes mutuellement inintelligibles. Le terme Tujia (土家族, tǔjiāyǔzú désigne une des 56 nationalités de Chine, qui parle cette langue.
Cette langue est depuis longtemps parlée de Chongqing à Yichang sur le cours du Chang Jiang. Elle est également parlée dans des régions plus éloignées de ce fleuve.
Certains[Qui ?] estiment que la langue de l'ancien royaume de Ba de l'époque des Royaumes combattants est l'ancêtre du Tujia actuel.
D'autres[Qui ?] la classent dans le groupe des langues tibéto-birmanes, de la famille sino-tibéaines, mais c'est une thèse aujourd'hui remise en cause.
C'est une langue tonale avec contour de ton (ton intra-syllabaire), dont les différents tons sont ˥ ˥˧ ˧˥ ˨˩ (55, 53, 35, 21).